# Hela världen väntar
Hela världen väntar är en låt framförd av musikduon Samir & Viktor som tävlade i den första deltävlingen av Melodifestivalen 2024, och är gruppens fjärde deltagande i Melodifestivalen. Bidraget gick inte vidare.
Låten är författad av Niklas Carson Mattsson, Fredrik Kempe och David Kreuger.

## Röstningsstatistik
| Sång                  | Åldersgrupper | Åldersgrupper | Åldersgrupper | Åldersgrupper | Åldersgrupper | Åldersgrupper | Åldersgrupper | Telefon |
| Sång                  | 3–9           | 10–15         | 16–29         | 30–44         | 45–59         | 60–74         | 75+           | Telefon |
| --------------------- | ------------- | ------------- | ------------- | ------------- | ------------- | ------------- | ------------- | ------- |
| "Hela världen väntar" | 10            | 8             | 8             | 5             | 5             | 5             | 8             | 8       |